# Obbligazione zero-coupon
Una obbligazione zero-coupon, nota anche come obbligazione senza cedole, è un'obbligazione venduta sotto la pari il cui valore nominale viene ripagato al momento della maturità del titolo. A differenza delle obbligazioni ordinarie, non prevede il pagamento periodico di interessi o le cosiddette cedole (in inglese coupon) e il suo rendimento è dato esclusivamente dalla differenza del costo al momento dell'acquisto e il suo valore nominale pagato alla scadenza. Esempi di obbligazioni senza cedole sono i Treasury bill statunitensi o i buoni ordinari del tesoro italiani.
Il rendimento (lordo/netto) è pari a
{\displaystyle r={\frac {SR-SV}{SV}}}
dove SR è la somma rimborsata (lordo/netto) al sottoscrittore e SV è la somma versata dal sottoscrittore. Il rendimento netto è pari a
{\displaystyle r_{n}={\frac {100-p}{p}}(1-t)}
dove p è il prezzo di acquisto e t è la ritenuta fiscale.
Anche se non esiste un limite alla durata di tale tipo di obbligazioni, di solito esse vengono usate quando la durata è pari o inferiore all'anno. Questo perché in caso di obbligazioni di durata superiore all'anno il sottoscrittore rinuncia al periodico incasso degli interessi maturati nel periodo precedente, potendo incassare il capitale versato e gli interessi maturati (sotto forma di guadagno in conto capitale) solo alla scadenza dell'obbligazione. Gli zero coupon da 3 a 24 mesi sono tipicamente emessi da emittenti statali (vedasi BOT e CTZ); quelli a durata superiore, decennale o anche trentennale, sono invece prerogativa di organismi sovranazionali (per es. BEI) o banche d'affari di levatura mondiale.
Il meccanismo di emissione prevede quindi che a fronte di un valore nominale pari a 100, il sottoscrittore dell'obbligazione versi all'emittente una somma inferiore a 100 (supponiamo ad esempio 97) incassando, alla scadenza, 100. In questo esempio il rendimento è quindi pari a 3/97 (3,09%) poiché il sottoscrittore ha effettivamente versato solo 97, pur trovandosi in mano un titolo dal valore di 100. In Italia è sottoposta ad una tassazione fiscale del 12,5%, per i titoli emessi dallo Stato Italiano e per determinati Stati esteri, e del 26% per tutti gli altri emittenti, al pari di altri prodotti finanziari (come i pronti contro termine).